# حشره‌خوار دم‌کوتاه هندوچین
 حشره‌خوار دم‌کوتاه هندوچین (نام علمی: Blarinella griselda) نام یک گونه از سرده حشره‌خوار دم‌کوتاه آسیایی است.